# بریل اسپرانتو
بریل اسپرانتو به الفبای بریل ساخته‌شده برای زبان فراساخته‌ٔ اسپرانتو گفته می‌شود. یک مجلهٔ بریل اسپرانتو، به‌نام آورورو (به اسپرانتو: Aŭroro) (به معنی شفق) از سال ۱۹۲۰ تاکنون منتشر می‌شود، و مجله‌ای دیگر، تحت عنوان اِسپِرانتا لیگیلو (به اسپرانتو: Esperanta Ligilo) (به معنی لینک یا پیوند اسپرانتوئی) از سال ۱۹۰۴ تا به حال منتشر می‌گردد.

## الفبا
الفبای بریل بنیادی برای حروف کلاه‌دار اسپرانتو توسعه داده شده‌است. کلاه یا کلاهک حروف اسپرانتو توسط اضافه کردن نقطهٔ ۶ (پائین سمت راست) به حرف بدون کلاه مربوطه، نشان داده می‌شود: ⠩ ĉ, ⠻ ĝ, ⠳ ĥ, ⠺ ĵ, ⠮ ŝ.
بنابراین حرف ĵ همان شکل حرف استفاده نشدهٔ انگلیسی/فرانسوی ⠺ w را دارد؛ برای نوشتن w در اسامی خارجی، نقطهٔ ۳ اضافه می‌گردد: ⠾ w (به بخش بعدی نگاه کنید)
حرف ŭ اسپرانتو با تغییری در حرف u نشان داده می‌شود: نقطهٔ یک نقطهٔ ۴ می‌گردد: ⠬ ŭ.
در نتیجه الفبای بریا اسپرانتو به شرح زیر است.
| a | b | c | ĉ | d | e | f |
| g | ĝ | h | ĥ | i | j | ĵ |
| k | l | m | n | o | p | r |
| s | ŝ | t | u | ŭ | v | z |

بریل اختصاری (به انگلیسی: Contracted braille) به‌صورت محدودی استفاده می‌شود.

### نوشتن حروف زبان‌های بیگانه
برای نوشتن حروفی که در الفبای اسپرانتو وجود ندارند، مانند: q, w, x, y, یا ä, ö, ü از اشکال زیر استفاده می‌شود:
| q | w | x | y | ä | ö | ü |

برای دیگر حروف خارجی دارای آکسان یا کلاه:
| ◌́ (and ő, ű from ö, ü) | ◌̀, ◌̄ | ◌̃ | ◌̂, ◌̌ | ◌̈, ◌̇ | ◌̊, ◌̆ | ◌̧, ◌̨, ◌̣, ◌̩ | ◌̸, ◌̵, etc. |

این قراردادها برای اسامی خارجی در بریل اسپرانتو مورد استفاده هستند. متون غیر از این، که به بریل دیگری هستند، با کد ⠐⠂ نشان داده می‌شوند.

## سجاوندی (نقطه‌گذاری)
نقطه‌گذاری منفرد؛
| (space) | ، | ' (abbr.) | .   | ?   | ! | ; | : |
| *       | / | ...       | ... | ... | - | — | — |

آپوستروف و نقطهٔ مخفف‌ها با ⠄ نشان داده می‌شوند، که با نقطهٔ پایان جمله ⠲ متفاوت است.
نقطه‌گذاری زوجی؛
| (outer quotes) | (inner quotes) |
| (...)          | [ ... ]        |

## اعداد
آپوستروف/نقطهٔ پایان جمله ⠄ برای گروه کردن ارقام در اعداد به کار می‌رود، مانند کاما در انگلیسی.
برای نشان دادن اعشاری هم در الفبای اسپرانتو هم در بریل اسپرانتو از کاما استفاده می‌شود، بنابراین:
100,000,000 در نوشتن انگلیسی
100,000,000 در نوشتن اسپرانتو
⠼⠁⠚⠚⠄⠚⠚⠚⠂⠚⠚ در بریل.

## فرمت‌بندی
از حروف بزرگ فقط برای اسامی خاص استفاده می‌شود. در ابتدای جمله از آن‌ها استفاده نمی‌شود.
| (digit)                     | (caps)                      | (emph.)                     | (span emphasis)        | (span emphasis)        | (span emphasis)        |
| (alternative span emphasis) | (alternative span emphasis) | (alternative span emphasis) | (foreign braille text) | (foreign braille text) | (foreign braille text) |

برای تأکید - حروف ایتالیک یا بولد (به انگلیسی: bold) - یک ⠸ ساده برای هریک از یک تا سه واژه استفاده می‌شود. برای متون طولانی‌تری که قرار است مورد تأکید قرار گیرند، دو راه وجود دارد: یا یک دونقطه (به انگلیسی: colon) ماقبل علامت تأکید ساده قرار می‌گیرد، ⠒⠸، و یک علامت اضافی ⠸ ماقبل آخرین واژهٔ مورد تأگید قرار می‌گیرد، یا علاامت ⠠⠄ قیل و بعد از متن مورد تأکید قرار می‌گیرد.
در بریل اختصاری (درجه ۲) (به انگلیسی: contracted (grade 2) braille)، علامت متفاوتی برای حروف بزرگ، ⠠ (نقطهٔ ۶) مورد استفاده قرار می‌گیرد. همانند اکثر نگارش‌های بریل، اسامی خاص مختصر نمی‌شوند، و واژه‌هائی که قبل‌شان این علامت قرار می‌گیرد در بریل اسپرانتو مختثر نمی‌شوند.